# پاشینیان (نام خانوادگی)
پاشینیان (زبان ارمنی: Փաշինյան), یکی از نام‌های خانوادگی رایج در میان ارمنیان می‌باشد.
- ادوارد پاشینیان
- نیکول پاشینیان
- لنا پاشینیان
- سیپان پاشینیان
- آزا پاشینیان
- رزا پاشینیان